# La Asunción de la Virgen (Correggio)
La Asunción de la Virgen (en italiano, Assunzione della Vergine) es un fresco muy influyente, obra del artista italiano Antonio Allegri da Correggio. Se trata de un fresco ejecutado sobre la cúpula de la catedral de Parma, Italia, la cual tiene unas dimensiones de aproximadamente 11 metros de diámetro. Data de los años 1526-1530. 
El contrato para realizar este fresco fue establecido el 3 de noviembre de 1522 entre Correggio y los responsables del mantenimiento de la catedral de Parma.  
El fresco representa el momento de la asunción de la virgen, esto es, la subida al Cielo, en cuerpo y alma, de la madre de Jesús. En los cuatro triángulos curvados, formados por las cuatro pechinas, están representados los santos patronos de la ciudad: San Juan Bautista con el cordero, san Hilario con un mantón amarillo, santo Tomás junto al que se encuentra un ángel llevando la palma del martirio, y San Bernardo, la única figura que mira hacia arriba.

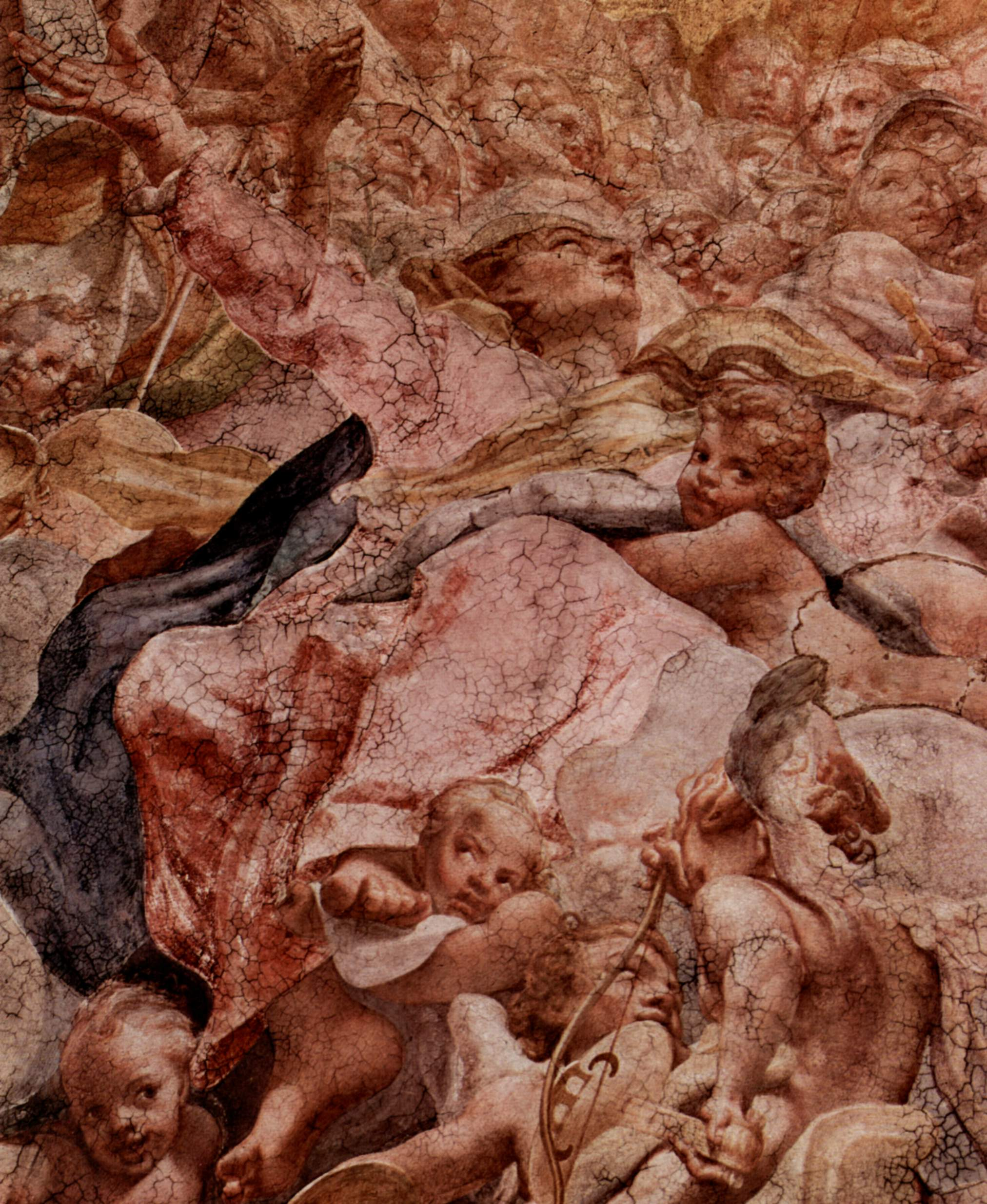
Detalle de la cúpula: La Virgen y los ángeles

La composición no gira en torno a un eje central, como en el clasicismo, sino que está descentrada, «desestructurada», al modo que sería habitual en el barroco. 
A los pies de Jesucristo, la Virgen vestida de rojo y azul es alzada al Cielo por un grupo de ángeles. Alrededor de la base del anillo, entre las ventanas, está el corro de los apóstoles sorprendidos como si rodearan la tumba vacía de María. Alrededor de la Virgen gira un torbellino de ángeles y otros personajes en movimiento, en varios círculos concéntricos y sentido ascensional. Entre ellos se reconoce a Adán y Eva, Judit con la cabeza de Holofernes y algunos ángeles que tocan instrumentos musicales. En el centro de la composición está Jesucristo, que desciende del Cielo para coronar a su madre.
Todas las figuras están bañadas por una luz ideal, simbólica, y dan la sensación de «atravesar» el espacio material y de ser «aspiradas» por el espacio divino.
En este fresco se demuestra el estilo propio que Correggio adoptó desde 1520. Muestra la influencia de la perspectiva de Melozzo. Sirvió de modelo a los artistas barrocos posteriores, por el estilo dramático de la escena, la fusión de elementos pictóricos y arquitectónicos, pero sobre todo por la gran novedad de la perspectiva llamada sotto in su (en contrapicado, de abajo arriba), muy utilizada posteriormente en el siglo XVII. Este fresco fue el modelo para la pintura de techos dramáticamente ilusionista predominante en la época barroca. Se trata toda la superficie como una única unidad pictórica de vastas proporciones, haciendo equivaler la cúpula con el cielo. Las figuras están representadas de manera realista, de manera que parecen sobresalir hacia el espacio en el que se encuentra el espectador.
Crea una ilusión óptica de profundidad hacia el infinito con esa perspectiva en contrapicado. Diversos círculos de ángeles giran en círculos cada vez más pequeños, dando sensación de  profundidad, y un movimiento vertiginoso. En esta obra, 

"Correggio consiguió sugerir un espacio infinito y luminoso, enlazando íntimamente el tambor y la cúpula con un tema y un color unificados y difuminando las aristas; el tambor toma el aspecto de una balaustrada ante la cual se apoyan las grandes figuras de los apóstoles de pie, todos vueltos hacia el Cielo. Sobre la tierra, simbolizada por el borde del parapeto, se desarrollan los Funerales de la Virgen, mientras que, sin solución de continuidad, entre el tambor y el luquete un remolino de ángeles elevan a la Virgen al Cielo, llevando con ella a santos y personajes bíblicos y San Miguel que desciende en su búsqueda"
S.Deswarteyellow

En la realización de los frescos Correggio abandona el método del estarcido, para poner el dibujo sobre cuadrícula. Los frescos de las cúpulas, tanto de la iglesia de San Juan Bautista, como de la catedral de Parma, fueron muy estudiados por los decoradores del siglo XVII.
El fresco no consiguió reconocimiento al tiempo de su realización, sino en siglos posteriores. 
Este fresco inspiró a Carlo Cignani su fresco Asunción de la Virgen, en la iglesia catedral de Forlì.

## Vistas adicionales y detalles

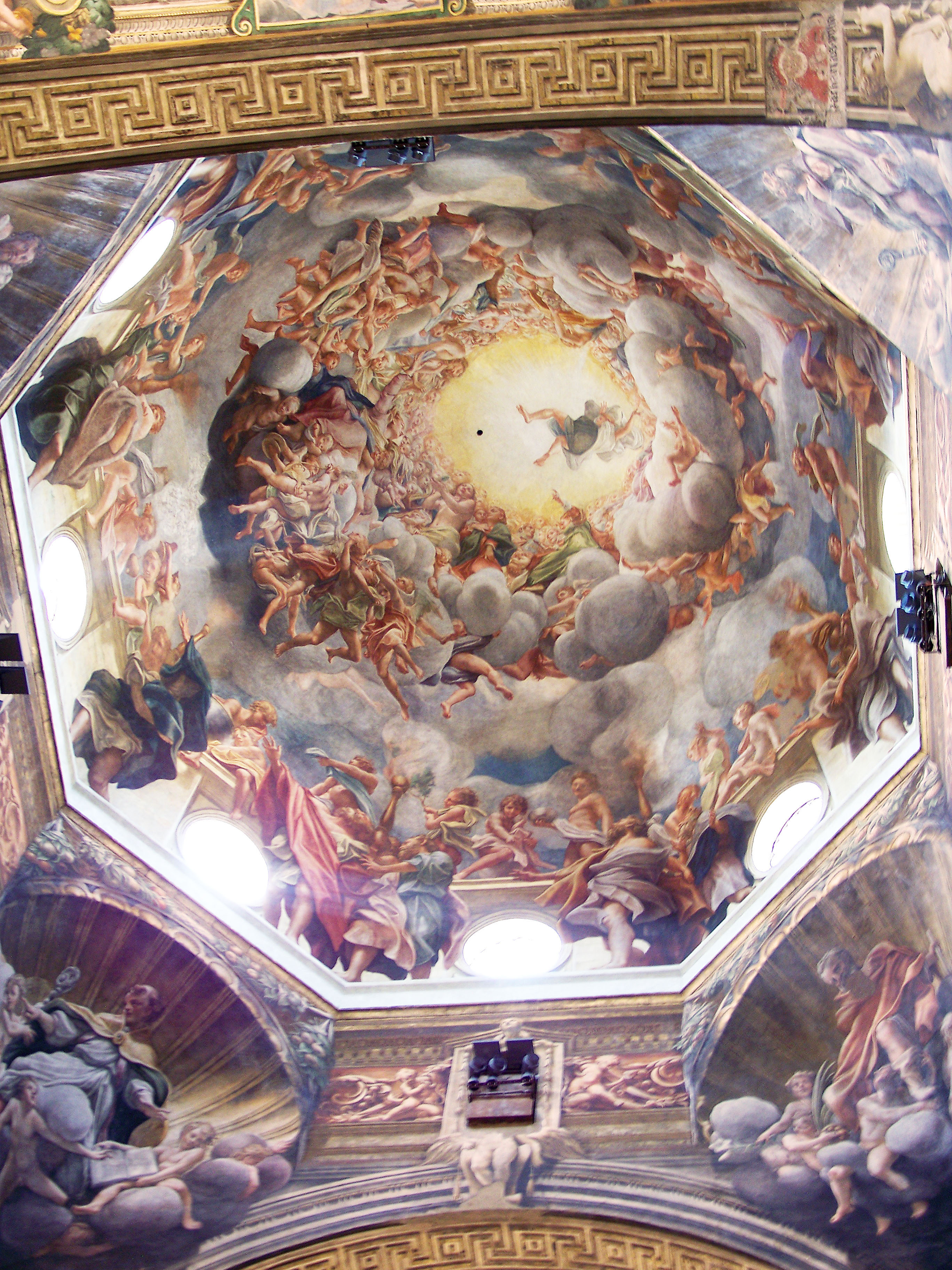
Vista general.
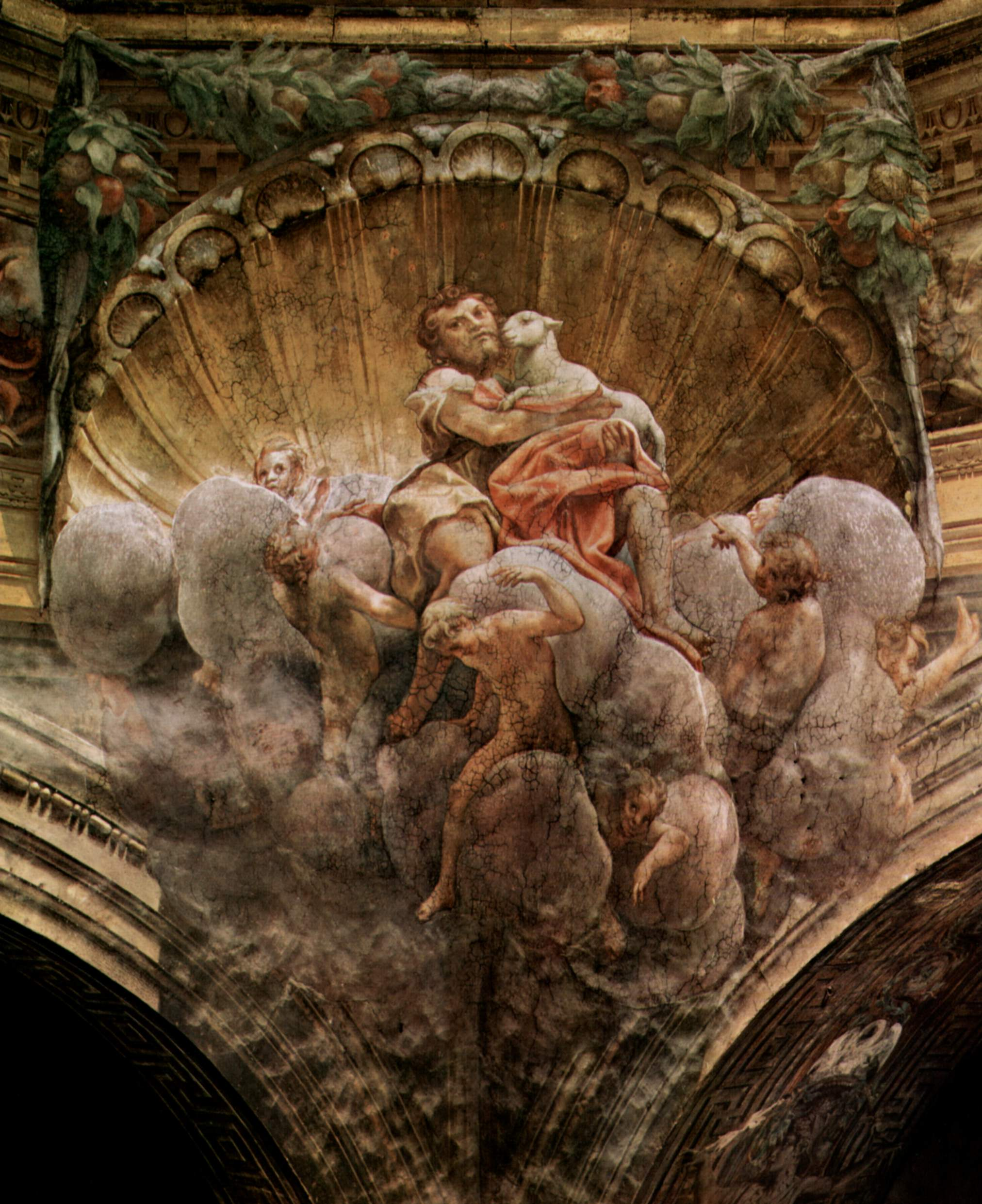
San Juan Bautista.
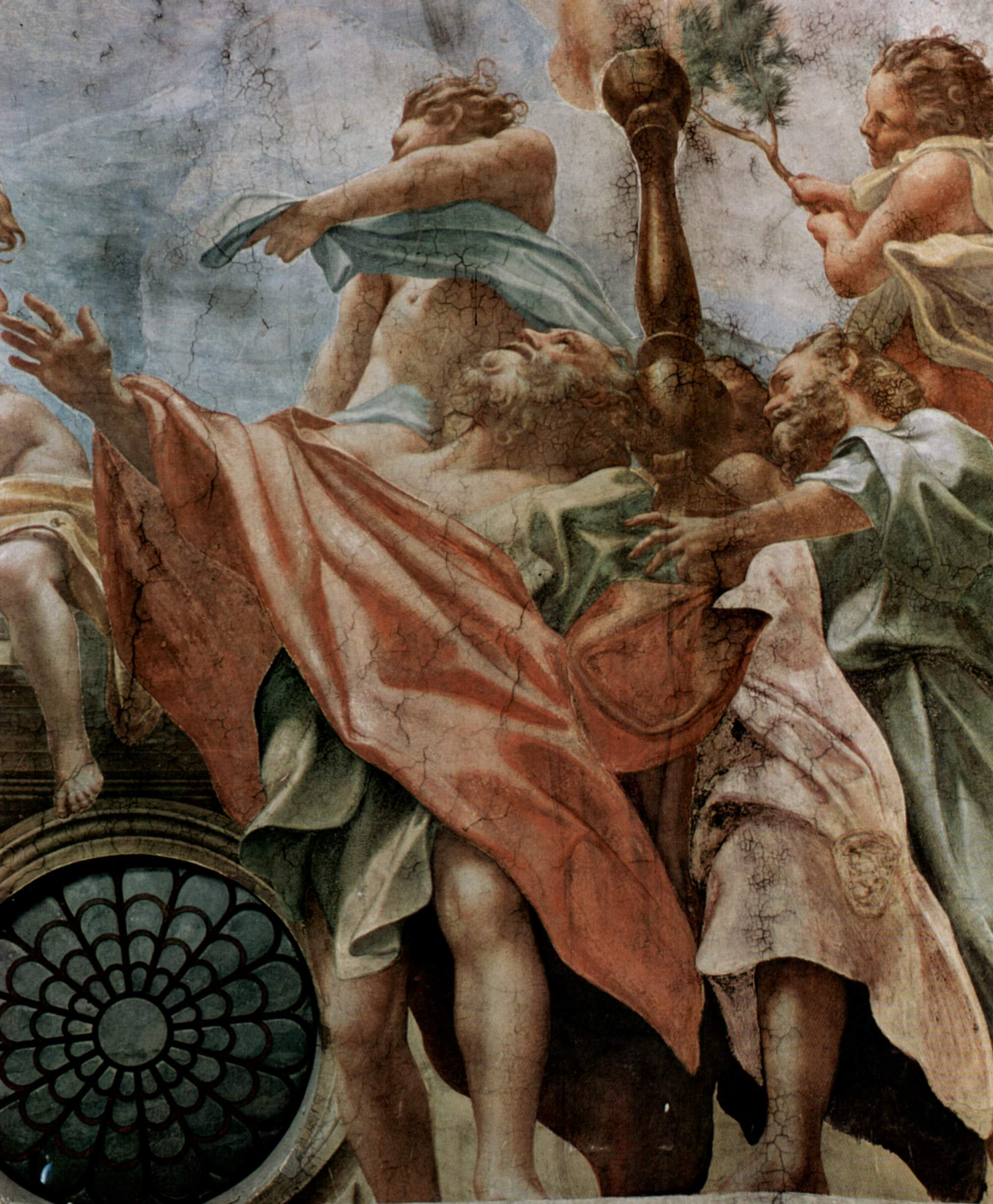
Apóstoles y efebos.
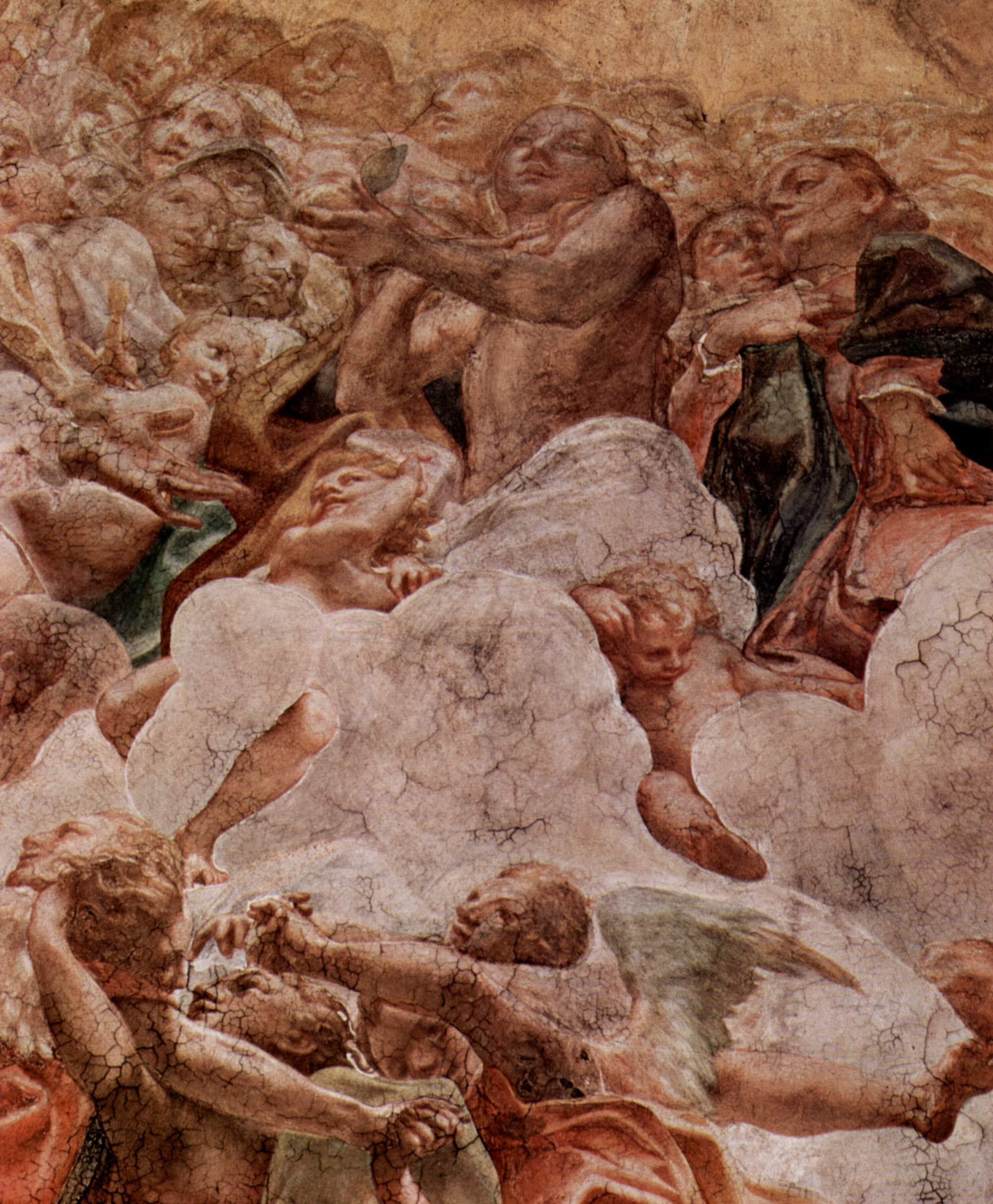
Eva.
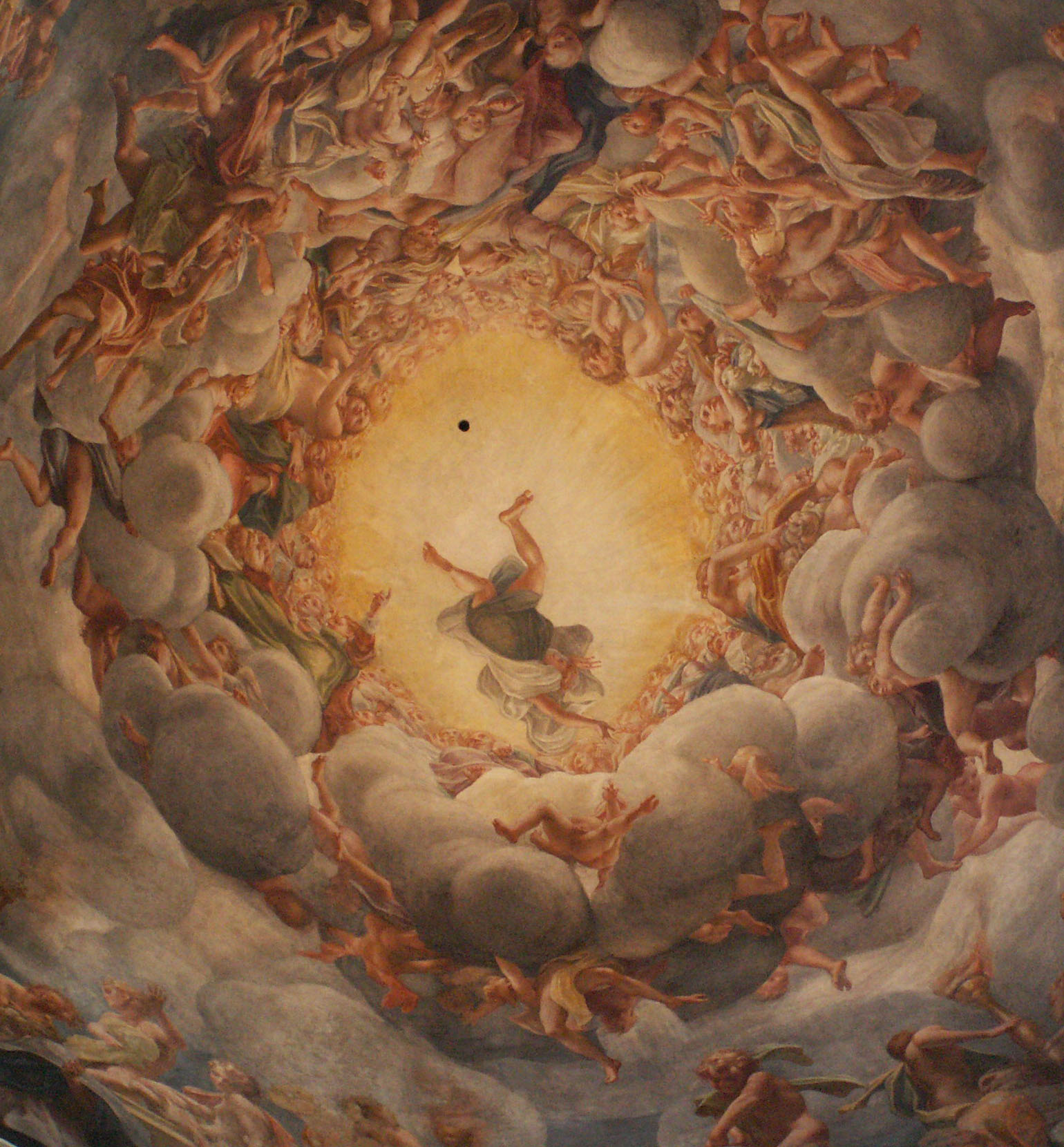
Jesús baja del cielo.